# Kamila Pavláková
Kamila Pavláková (Bojnice, 15 maggio 1974) è un'ex cestista slovacca, fino al 1992 cecoslovacca.

## Carriera
Con la Slovacchia ha disputato i Campionati mondiali del 1994.